# Ајка Локмић
Ајка Локмић (Босански Шамац, 4. мај 1914 – Сарајево, 17. август 2024) била је босанско-херцеговачка суперстогодишњакиња која је у тренутку смрти била најстарија жива особа у Босни и Херцеговини, а од 20. маја 2024. године држи рекорд као најстарија особа која је икада живјела у Босни и Херцеговини. Њену старост потврдила је геронтолошка истраживачка група.

## Биографија
Ајка Локмић је рођена као Ајка Бешлагић у Босанском Шамцу, Аустроугарска (данашњи Шамац, Босна и Херцеговина) 4. маја 1914. године. Са три године остала је без родитеља, па је њу, те њену браћу и сестре одгајао најстарији брат Ибрахим у Сарајеву.
26. фебруара 1940. у доби од 25. година, удала се за Нурију Локмића (1915–1984). Пар је имао четворо дјеце: Нурудина (1943), Зинету (1945), Шемсудина (1948) и Зумрету (1953). Њен муж је имао пекару, док је она била домаћица. Одувек је била побожна муслиманка, молила је Фард и постила цео свој живот. Од седме године до 100. године, постила је сваког рамазана.
12. марта 2021. године, након смрти 108-годишње Мушке Поробић, постала је најстарија жива особа у Босни и Херцеговини.
4. маја 2024. године прославила је свој 110. рођендан поставши суперстогодишњакиња, као и прва жена суперстогодишњакиња икада забиљежена у Босни и Херцеговини.
20. маја 2024. године, у доби од 110 година и 16 дана, надмашила је претходни рекорд Јована Јовановића (1906–2016) од 110 година и 15 дана, поставши најстарија особа која је икада живјела у Босни и Херцеговини.
Ајка Локмић умрла је у општини Стари Град, Сарајево, Босна и Херцеговина 17. августа 2024. године у доби од 110 година и 105 дана.
17. септембра 2024. године, њену старост званично је потврдила и геронтолошка истраживачка група, међународна научноистраживачка организација за валидацију старости.